# Polsko-Amerykańska Fundacja Edukacji i Rozwoju Ekonomicznego
Polsko-Amerykańska Fundacja Edukacji i Rozwoju Ekonomicznego (PAFERE) – polski niezależny, pozarządowy think tank zajmujący się wolnorynkową edukacją ekonomiczną, promocją wolności gospodarczej i wolnego handlu, związkami etyki z ekonomią, a także rozwojem nauk ekonomicznych.
Fundacja PAFERE założona została w 2007 roku przez Jana Michała Małka, polskiego emigranta i prywatnego przedsiębiorcę – na stałe zamieszkującego w Stanach Zjednoczonych, członka Mont Pelerin Society. Wcześniej działała ona jako oddział amerykańskiej Fundacji PAFERE Pro Publico Bono, założonej w 2000 roku w Kalifornii. Siedzibą Fundacji jest Warszawa. Punkt wyjścia dla działalności PAFERE stanowi stwierdzenie, iż główną przyczyną problemów i kryzysów gospodarczych prowadzących do bezrobocia, biedy i innych problemów społecznych jest powszechne nieprzestrzeganie przykazań „Nie kradnij!” oraz – „Nie pożądaj żadnej rzeczy, która należy do bliźniego!”. Stosowanie się do tych przykazań, w ich odniesieniu do gospodarki, Fundacja traktuje jako imperatywy i podstawę chrześcijańskiej myśli ekonomicznej. Dotyczy to zarówno zwykłych obywateli, jak i, przede wszystkim, rządów państw i jest warunkiem dynamicznego i pomyślnego ogólnego rozwoju gospodarczego i dobrobytu.

## Najważniejsze cele Fundacji
- Maksymalne przyczynianie się do szybkiego rozwoju gospodarczego Polski, dla uczynienia jej krajem zamożnym, silnym i bezpiecznym, poprzez promowanie wiedzy ekonomicznej w oparciu o chrześcijańską myśl ekonomiczną:
- ukazywanie zależności między etyką a gospodarką
- rozwój badań w dziedzinie ekonomii wolnorynkowej
- promowanie idei wolnego rynku opartego na prawie poszanowania uczciwie nabytej własności prywatnej

Cele te Fundacja PAFERE realizuje poprzez:
- wydawanie wolnorynkowej literatury, sponsorowanie publikacji książek, esejów i innych form literackich dotyczących rozmaitych aspektów ludzkiej wolności (do tej pory wydano 17 numerów biuletynu PAFERE „IDEE”)[1][2]
- organizowanie konferencji, prelekcji, seminariów, obozów językowych
- organizowanie konkursów, których celem jest przybliżanie podstawowej wiedzy ekonomicznej głównie wśród młodzieży
- współpracę z innymi organizacjami zarówno polskimi, jak i zagranicznymi, dążącymi do realizacji celów podobnych do celów statutowych PAFERE[3][4][5][6],
- prowadzenie strony internetowej www.pafere.org, profili na portalach społecznościowych, sklepu z wolnorynkową literaturą i kanału filmowego na YouTube.

## Najważniejsze osiągnięcia Fundacji PAFERE
- 6 edycji międzynarodowej konferencji PAFERE Liberty Weekend[7][8][9][10]
- 4 edycje obozów dla młodzieży Liberty Camp[3][11][12]
- 5 edycji konkursu Magister PAFERE[13][14][15][16][17]
- wydanie oraz sponsorowanie licznych publikacji książkowych[18][19][20][21][22][23]. W tym serii Biblioteka Rządzących i Rządzonych w której autorzy rozprawiają się z mitami dotyczącymi gospodarki i polityki oraz wyjaśniają społeczeństwu kluczowe mechanizmy związane z rządzeniem państwem[24].
- Templeton Freedom Awards przyznana w 2008 roku za osiągnięcia w dziedzinie promocji wolnorynkowych rozwiązań gospodarczych[25][26][27][28]
- Nagroda im. sir Anthony Fishera ufundowana przez amerykańską Fundację Atlas przyznana w 2009 roku za wydanie książki prof. Michała Wojciechowskiego „Moralna wyższość wolnej gospodarki”[29][30].

## Goście Fundacji PAFERE
Od początku istnienia Fundacji PAFERE, na jej zaproszenie gościło w Polsce wielu wybitnych ekonomistów i myślicieli z różnych krajów świata, zajmujących się promowaniem i popularyzacją gospodarki wolnorynkowej. Wśród nich byli m.in. Robert Sirico (Acton Institute), Alejandro Chafuen (Atlas Economic Research Foundation), Thomas di Lorenzo (Mises Institute), Michael Reagan, Mart Laar, Victor Claar, Samuel Gregg, Ken Schoolland, Daniel J. Mitchell, Thomas Woods, Lee Edwards, Petr Mach, Lawrence W. Reed (Foundation for Economic Education), Sheldon Richman.

## Najważniejsze publikacje książkowe wydane przez lub na zlecenie PAFERE
- Ks. Robert A. Sirico: Religia, wolność, przedsiębiorczość”[54]
- Mart Laar: „Estoński cud”
- Alejandro A. Chafuen: „Chrześcijanie za wolnością – Ekonomia późnoscholastyczna”[55]
- Alejandro A. Chafuen: „Wiara i wolność. Myśl ekonomiczna późnych scholastyków”[56]
- Michał Wojciechowski: „Moralna wyższość wolnej gospodarki”[57]
- Ludwig von Mises: „Mentalność antykapitalistyczna”[58]
- Ludwig von Mises: „Interwencjonizm”[58]
- Ludwig von Mises: „Planowany chaos”[58]
- Praca zbiorowa: „Etyka a rozwój gospodarczy”[59]
- Praca zbiorowa: „Kradzież a rozwój gospodarczy”[60]
- Praca zbiorowa: „Państwo opiekuńcze a chrześcijaństwo”[61]
- Samuel Gregg: „Myślenie ekonomiczne dla wierzących”[62]
- Kamila Wilczyńska: „Ekonomia stosowana. Wstęp do wiedzy o społeczeństwie i ekonomii”[63].
- Joanna Lampka: „Czy wiesz, dlaczego nie wiesz, kto jest prezydentem Szwajcarii?”[64]
- Anatolij Fiedosiejew(inne języki): „Zapadnia – człowiek i socjalizm”[64]
- John Bagott Glubb „Cykl życia imperium”[64]
- Magdalena Spendel „Jak zostać tygrysem Europy”[64]
- Mirosław Matyja „Szwajcarska demokracja szansa dla Polski?”[65]
- Ludwig von Mises: "Biurokracja"[66]
- Chrześcijańska Myśl Ekonomiczna - praca zbiorowa[67]
- Karol Sobiecki: "Edukacja państwowa - kształcenie czy programowanie?"[68]
- Bill Freeza: "Jak uchronić demokrację przed… demokratycznie wybranymi politykami, czyli Nowozelandzkie reformy antyetatystyczne"[69]
- Ernest Głuszcz: "Problematyka moralna w austriackiej szkole ekonomii"[70]
- Tomasz J. Ulatowski: "Ukryta nikczemność. Kto zyskuje, a kto traci na inflacji?"[71]
- Jacek Barcikowski: "Zgodnie z prawem przeciwko obywatelom. Dramat polskiej samorządności"[72]

## Film wyprodukowany na zlecenie PAFERE
- 35 minutowy film edukacyjny p. t. „LEWIATAN”[73].

## Władze Fundacji PAFERE
Prezesi Fundacji PAFERE:
- Jan Michał Małek (założyciel i fundator) (2007 – 2011)
- Paweł Toboła-Pertkiewicz (2011 – 2013)
- Piotr Zapałowicz – (2013)
- Paweł Budrewicz – (2014 – 2015)
- Jan Kubań – (od 2016)

Członkowie Zarządu: Piotr Żak, Damian Kot, Paweł Sztąberek.
Członkowie Rady Fundacji: Jan Michał Małek, Piotr Andrzejewski, Stanisław Michalkiewicz, prof. Witold Kwaśnicki.
Współpracownicy Fundacji: prof. Michał Wojciechowski, Jacek Gniadek SVD, Andrzej Barański, Konrad Rajca (pomysłodawca i koordynator konkursu Magister PAFERE).